# Orbia
Orbia Advance Corporation — мексиканская международная химическая компания, производящая полихлорвинил (ПВХ), фтористые соединения и другие химикаты. Штаб-квартира находится в Мехико. Контролируется семьёй дель Валле (ей принадлежит 44,83 % акций).

## История
Компания была основана в 1953 году под названием Cables Mexicanos и производила кабели и тросы. В 1978 году для неё была создана холдинговая компания Grupo Industrial Camesa (GICSA), акции которой были размещены на Мексиканской фондовой бирже. В 2005 году она сменила название на Mexichem, а в 2019 году — на Orbia Advance Corporation; штаб-квартира Orbia разместилась в небоскрёбе Torre Reforma.
В 1986 году была куплена Compañía Minera las Cuevas, которая вела разработку флюоритовых шахт в штате Сан-Луис-Потоси. В 1997 году была куплена 51-процентная доля в химической компании Química Pennwalt, остальные акции принадлежали французской компании Elf Atochem; в 2003 году Química была поглощена полностью. Следующими приобретениями стали компании Química Flúor, производитель плавиковой кислоты, и Grupo Primex, производитель ПВХ (обе в 2004 году). Первое зарубежное приобретение было сделано в феврале 2006 года — Bayshore Group (США, производство ПВХ). В 2007 году было куплено ещё три производителя ПВХ, два из них в Колумбии. В следующие несколько лет был куплен ещё ряд производителей ПВХ в Мексике, Бразилии и Перу, также за счёт приобретений было расширено подразделение фтористых соединений. В 2012 году был куплен нидерландский производитель пластиковых труб Wavin с операциями в 18 странах Европы. Европейские операции были расширены покупкой в 2014 году немецкой компании Vestolit. В 2015 году в Индии был открыт завод компании по производству пластиковых труб и кабелепроводов. Покупка в 2016 году канадской компании Gravenhurst Plastics расширила ассортимент продукции трубами и другими изделиями из полиэтилена высокой плотности. Крупнейшими покупками 2018 года стали базирующийся в Пенсильвании производитель ПВХ Sylvin Technologies и израильская компания по производству ирригационных систем Netafim.

## Собственники и руководство
Компания с 1997 года контролируется семьёй дель Валле, патриарх семьи Антонио дель Валле Руис является пожизненным почётным председателем, а три его сына и дочь занимают места в совета директоров. В 2022 году журнал Forbes поставил семью на 851-е место в списке миллиардеров ($3,1 млрд).
- Хуан Пабло дель Валле Перочена (Juan Pablo del Valle Perochena) — председатель совета директоров с 2011 года[5].
- Самир Бхарадвадж (Sameer S. Bharadwaj, род. 4 апреля 1970 года) — главный исполнительный директор (CEO) с начала 2021 года, в компании с 2016 года. До этого 11 лет работал в бостонской химической компании Cabot Corporation[англ.] (вице-президент), а начинал карьеру в Dow Chemical, также был консультантом в Boston Consulting Group.

## Деятельность
Подразделения по состоянию на 2021 год:
- Полимеры — производство поливинилхлорида и других полимеров; 39 % выручки.
- Строительство и инфраструктура — производство пластиковых труб; 33 % выручки.
- Агробизнес — производство оросительных систем; 13 % выручки.
- Коммуникации — изготовление кабелепроводов и изоляции; 11 % выручки.
- Фтор — производство фтористых соединений на основе собственной шахты по добыче флюорита (включая хладагенты); 8 % выручки.

Производственные мощности компании имеются в 50 странах, продукция реализуется в 110 странах. Региональные центры находятся в Мехико, Бостоне, Амстердаме и Тель-Авиве.
Географическое распределение выручки:
- Европа — 36 %;
- Северная Америка — 33 %;
  - США — 21 %
  - Мексика — 11 %
- Южная Америка — 19 %;
- другие регионы — 12 %.